# Carl Frey

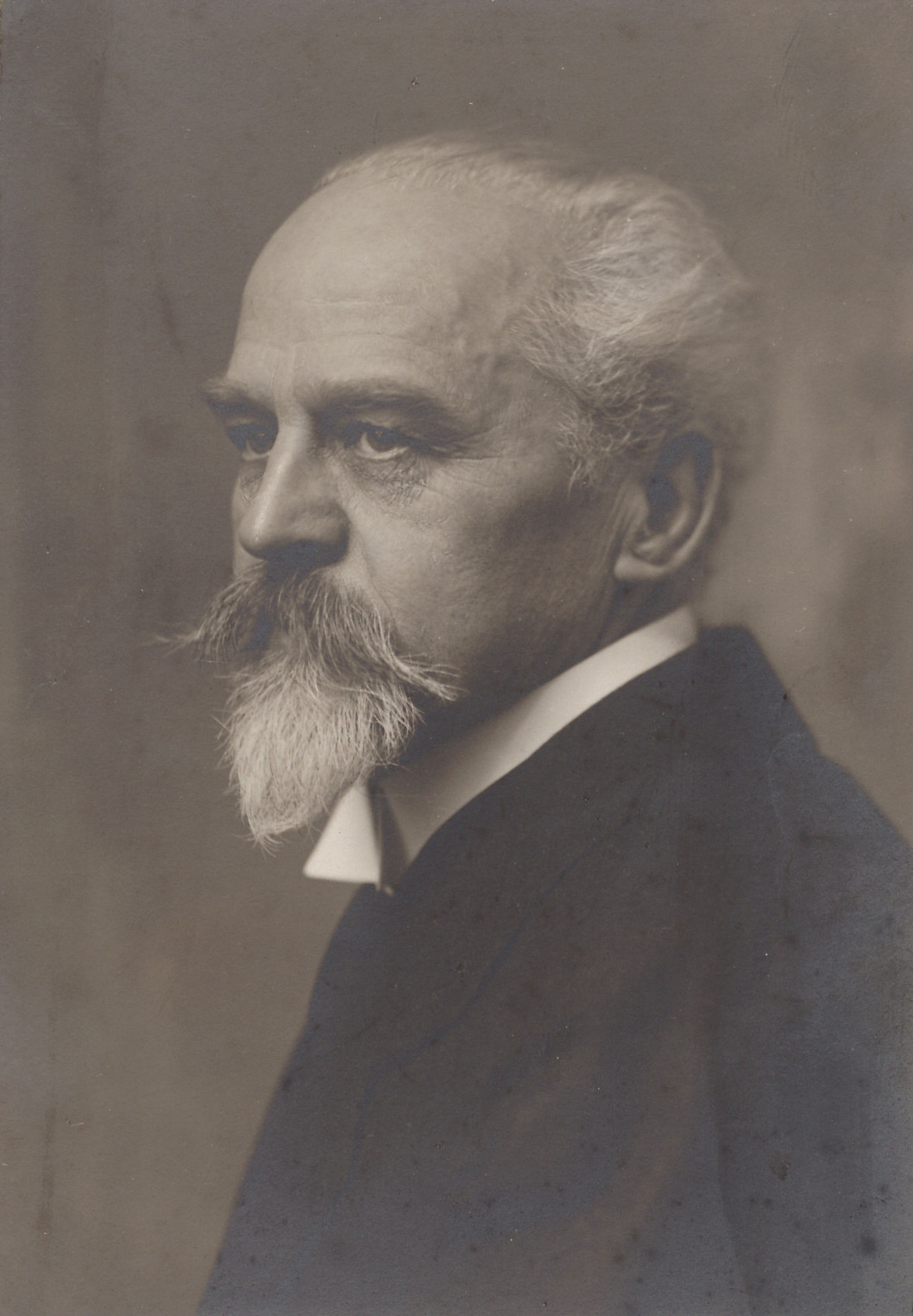
Carl Frey um 1910

Carl Frey, auch Karl Frey, (* 26. November 1857 in Berlin; † 11. März 1917 ebenda) war ein deutscher Kunsthistoriker.

## Leben
Carl Frey besuchte das Friedrichgymnasium in Berlin und studierte anschließend an der Universität Berlin, wo er 1881 in Geschichtswissenschaft des Mittelalters mit der Arbeit Die Schicksale des königlichen Gutes in Deutschland unter den letzten Staufern promoviert wurde. Unter Förderung von Herman Grimm habilitierte er sich 1883 ebendort in Kunstgeschichte mit einer Arbeit zur Loggia dei Lanzi in Florenz. Ab Herbst 1885 lehrte Frey kommissarisch Kunstgeschichte an der Kunstakademie Düsseldorf, kehrte jedoch schon im Frühjahr 1887 als außerordentlicher Professor für Kunstgeschichte an die Berliner Universität zurück, wo er bis zu seinem Tode lehrte.
Bereits in seiner Habilitation zeigte er seinen Ansatz zur Beschäftigung mit der Florentiner Renaissancekunst: die Erforschung der Quellen. In der Folge beschäftigte er sich mit den Künstlerviten von Giorgio Vasari, von Antonio Billi und des Anonimo Magliabechiano, aber auch mit dem malerischen Werk Giotto di Bondones. Danach wandte er sich vorwiegend dem Werk Michelangelos zu.
Sein ältester Sohn war der Verwaltungsjurist Herman-Walther Frey (1888–1968).

## Veröffentlichungen (Auswahl)
- Die Schicksale des königlichen Gutes in Deutschland unter den letzten Staufern seit König Philipp. Hertz, Berlin 1881.
- Die Loggia dei Lanzi zu Florenz. Eine quellenkritische Untersuchung. Hertz, Berlin 1885 (Digitalisat).
- Sammlung ausgewählter Biographien Vasari's. Zum Gebrauche bei Vorlesungen. 4 Bände. Hertz, Berlin 1884–1887 (Digitalisat Band 1; Band 3).
- Il libro di Antonio Billi esistente in due copie nelle Biblioteca Nazionale di Firenze. Berlin 1892 (Digitalisat).
- Il Codice Magliabechiano cl. XVII. 17 contenente notizie sopra l'arte degli antichi e quella de' Fiorentini da Cimabue a Michelangelo Buonarroti, scritte da Anonimo Fiorentino. Herausgegeben und mit einem Abrisse über die florentinische Kunsthistoriographie bis auf G. Vasari versehen. Grote, Berlin 1892 (Digitalisat).
- Die Dichtungen des Michelagniolo Buonarroti. Grote, Berlin 1897 (Digitalisat).
- Michelagniolos Jugendjahre (= Michelagniolo Buonarroti. Quellen und Forschungen zu Geschichte und Kunst Band 1). K. Curtius, Berlin 1907 (Digitalisat).
- Hrsg. von Herman-Walther Frey: Der literarische Nachlass Giorgio Vasaris. 2 Bände. Georg Müller, München 1923–1930.